# Linha de Defesa do Báltico
A Linha de Defesa do Báltico (em estoniano: Balti kaitsevöönd, em letão: Baltijas aizsardzības līnija  , em lituano: Baltijos gynybos linija) é uma linha de defesa conjunta planeada pela Estónia, Letónia e Lituânia ao longo das suas fronteiras com a Rússia e a Bielorrússia. A Linha de Defesa do Báltico foi anunciada em 19 de janeiro de 2024, numa reunião conjunta entre os Ministros da Defesa da Letónia, Estónia e Lituânia, em Riga. A Linha de Defesa do Báltico deverá começar a ser construída na Estónia em 2025, a construção deverá começar na Lituânia no final do Verão de 2024, e a construção começou na Letónia em 2 de Maio de 2024.
Segundo Baiba Braže, o Ministro dos Negócios Estrangeiros da Letónia, a Linha de Defesa do Báltico poderá levar até uma década a ser concluída.

## Estrutura
A Linha de Defesa do Báltico está planeada para consistir em instalações defensivas anti-mobilidade, tais como pelo menos seiscentos bunkers em cada fronteira nacional individual, a utilização de obstáculos naturais e artificiais, como florestas e rios, e valas anti-tanque ao longo das fronteiras dos três estados bálticos. Suspeita-se que os sistemas de foguetes de artilharia M142 HIMARS também serão usados para capacidades defensivas.
Além das instalações defensivas, a Linha de Defesa do Báltico também deverá ser constituída por áreas de armazenamento, onde serão guardados elementos defensivos como dentes de dragão, ouriços antitanque e arame farpado.

## História
A Linha de Defesa do Báltico começou a ser proposta em resposta à invasão russa da Ucrânia em fevereiro de 2022 e devido aos receios sobre as ameaças russas aos estados bálticos. Foi na Cimeira da NATO de 2022 em Madrid, que foi decidido o conceito de instalações defensivas.